# Tempted by Your Touch
Love Don’t Have a Pulse – piosenka pop/dance z elementami R&B napisana dla Joany Zimmer przez Shane’a Stevensa na jej czwarty studyjny album, Miss JZ (2010). Utwór został wydany jako czwarty singel promujący album dnia 16 września 2011 roku.

## Lista utworów
Digital Download
1. Tampted by Your Touch (Radio Edit) – 3:26
2. Tampted by Your Touch (ft. Stella Nova) – 3:29

## Personel
- Wokal: Joana Zimmer
- Słowa: Shane Stevens
- Wydanie: Nicholas Wright
- Zdjęcia: Vincent Edmond Louis
- Make-Up: Olga Postolachi